# East Cook, Minnesota
Xã East Cook (tiếng Anh: East Cook Township) là một xã thuộc quận Cook, tiểu bang Minnesota, Hoa Kỳ. Năm 2010, dân số của xã này là 775 người.